# 동사이
동사이(董思怡, 1995년 11월 7일 ~ )는 중국의 배우이다.

## 출연작

### 드라마
- 2020년 후난위성텔레비전 금응독파극장 《이십불혹》 - 돤자바오 역
- 2020년 망고 TV 웹드라마 《습광적비밀》 - 루란란 역
- 2020년 아이치이 웹드라마 《청춘창세기》 - 쑤쑤 역
- 2021년 후난위성텔레비전 청춘진행중 《아재타향정호적》 - 웨이웨이 역
- 2022년 아이치이 웹드라마 《이십사미난부생》 - 하어빙 역
- 2022년 후난위성텔레비전 금응독파극장 《이십불혹 2》 - 돤자바오 역
- 2022년 텐센트 웹드라마 《다사삼반》 - 구차이차이 역
- 2022년 장쑤 위성 텔레비전 행복극장 《아문저십년》 - 왕보국 역